# كلاوس بيكفيلد
كلاوس بيكفيلد (بالألمانية: Klaus Beckfeld)‏ ميلاد 6 أكتوبر 1943 في بوتروب ، ألمانياهو لاعب كرة القدم ألماني سابق  ولعب أربعة مباريات الدوري الالماني مع بوروسيا دورتموند.